# Alfred Adloff
Alfred Hubert Adloff (Düsseldorf, 22 de junio de 1874 - Araraquara, 1948) fue un escultor y decorador brasileño de origen alemán. Ejerció en la ciudad de Porto Alegre durante la primera mitad del siglo XX especializándose en esculturas de fachada dejando una gran colección de obras instaladas en edificios monumentales que en la actualidad forman parte del patrimonio histórico de la ciudad. También tuvo una importante contribución en el arte funerario.